# Elecciones al Parlamento de las Islas Baleares
Las elecciones al Parlamento de las Islas Baleares son las elecciones autonómicas en las que los ciudadanos de las Islas Baleares eligen a los miembros del Parlamento de las Islas Baleares. Estas elecciones se celebran el cuarto domingo de mayo cada cuatro años. El Parlamento de las Islas Baleares está formado por cincuenta y nueve parlamentarios. Las últimas elecciones al Parlamento de las Islas Baleares se celebraron en 2023.

## Convocatoria
Las elecciones autonómicas son convocadas por el presidente de las Islas Baleares. Se celebran el cuarto domingo de mayo de cada cuatro años, coincidiendo con las elecciones municipales y las elecciones autonómicas de la mayoría de comunidades autónomas de España. Desde la reforma del Estatuto de autonomía de 2007, el presidente de las Islas Baleares puede disolver de forma anticipada el Parlamento y convocar elecciones. No obstante, no puede disolver el Parlamento de forma anticipada durante el primer año de legislatura, ni durante la tramitación de una moción de censura. El nuevo Parlamento no está limitado por el término natural de la legislatura original, sino que dispone de una nueva legislatura completa de cuatro años. Nunca se han adelantado las elecciones al Parlamento de las Islas Baleares.

## Sistema electoral

Diputados por circunscripción

El Estatuto de Autonomía de las Islas Baleares de 2007 establece que los miembros del Parlamento de las Islas Baleares son elegidos mediante sufragio universal, igual, libre, directo y secreto. La Ley Electoral de las Islas Baleares establece su composición en cincuenta y nueve diputados. Los parlamentarios se eligen mediante escrutinio proporcional plurinominal con listas cerradas en cada circunscripción electoral.
Las circunscripciones electorales del Parlamento de las Islas Baleares se corresponden con las cuatro islas de las Islas Baleares. La ley electoral balear establece el reparto de escaños a cada circunscripción. Al contrario que en las elecciones autonómicas de otras comunidades, el número de escaños de cada circunscripción es fijo, sin tener en cuenta las variaciones de población. El reparto es el siguiente: 33 diputados en Mallorca, 13 en Menorca, 12 en Ibiza y 1 en Formentera. La asignación de escaños a las listas electorales se realiza mediante el sistema D'Hondt. La barrera electoral es del 5% de los votos válidos de la circunscripción.
Desde la reforma de la LOREG de 2007 en las elecciones autonómicas de todas las comunidades autónomas las candidaturas deben presentar listas electorales con una composición equilibrada de hombres y mujeres, de forma que cada sexo suponga al menos el 40% de la lista. Esta reforma fue recurrida por el Grupo Parlamentario Popular del Congreso de los Diputados ante el Tribunal Constitucional, que en 2008 concluyó que la reforma sí era constitucional.

## Elecciones
| Elecciones de las Islas Baleares, 1983              |      |         |
| Partido                                             | %    | Escaños |
| Alianza Popular                                     | 35,1 | 21      |
| Partido Socialista Obrero Español                   | 34,7 | 21      |
| Unió Mallorquina                                    | 15,2 | 6       |
| Partit Socialista de Mallorca - Entesa Nacionalista | 6,6  | 4       |
| Izquierda Unida de las Islas Baleares               | 2,5  | 0       |

| Elecciones de las Islas Baleares, 1987              |      |         |
| Partido                                             | %    | Escaños |
| Partido Popular                                     | 36,6 | 25      |
| Partido Socialista Obrero Español                   | 32,4 | 21      |
| Centro Democrático y Social                         | 10,1 | 5       |
| Unió Mallorquina                                    | 9,0  | 4       |
| Partit Socialista de Mallorca - Entesa Nacionalista | 4,9  | 4       |
| Izquierda Unida de las Islas Baleares               | 2,6  | 0       |

| Elecciones de las Islas Baleares, 1991              |      |         |
| Partido                                             | %    | Escaños |
| Partido Popular                                     | 47,3 | 31      |
| Partido Socialista Obrero Español                   | 30,1 | 16      |
| Partit Socialista de Mallorca - Entesa Nacionalista | 6,6  | 5       |
| Izquierda Unida de las Islas Baleares               | 2,3  | 0       |
| Els Verds de les Illes Balears                      | 2,1  | 0       |

| Elecciones de las Islas Baleares, 1995              |      |         |
| Partido                                             | %    | Escaños |
| Partido Popular                                     | 44,8 | 30      |
| Partido Socialista Obrero Español                   | 24,0 | 16      |
| Partit Socialista de Mallorca - Entesa Nacionalista | 12,1 | 6       |
| Izquierda Unida de las Islas Baleares               | 6,6  | 3       |
| Unió Mallorquina                                    | 5,3  | 2       |
| Els Verds de les Illes Balears                      | 3,1  | 1       |

| Elecciones de las Islas Baleares, 1999                               |      |         |
| Partido                                                              | %    | Escaños |
| Partido Popular                                                      | 43,9 | 28      |
| Partido Socialista Obrero Español                                    | 26,9 | 18      |
| Partit Socialista de Mallorca - Entesa Nacionalista                  | 11,7 | 5       |
| Unió Mallorquina                                                     | 7,3  | 3       |
| Els Verds de les Illes Balears-Izquierda Unida de las Islas Baleares | 5,5  | 5       |

| Elecciones de las Islas Baleares, 2003                               |      |         |
| Partido                                                              | %    | Escaños |
| Partido Popular                                                      | 44,4 | 30      |
| Partido Socialista Obrero Español                                    | 28,3 | 19      |
| Partit Socialista de Mallorca - Entesa Nacionalista                  | 7,9  | 4       |
| Unió Mallorquina                                                     | 7,4  | 3       |
| Els Verds de les Illes Balears-Izquierda Unida de las Islas Baleares | 4,9  | 3       |
| Agrupació Independent Popular de Formentera                          | 0,39 | 1       |

| Elecciones de las Islas Baleares, 2007      |       |                             |
| Partido                                     | %     | Escaños                     |
| Partido Popular                             | 46,99 | 28                          |
| Partido Socialista Obrero Español           | 28,18 | 16                          |
| Bloc per Mallorca                           | 9,17  | 4 (2 PSM-Entesa, 2 EU-EV)   |
| Unió Mallorquina                            | 6,88  | 3                           |
| PSOE+Ibiza por el Cambio                    | 4,66  | 6 (4 PSOE, 1 ERC, 1 indep.) |
| PSM-Entesa-Els Verds de Menorca             | 0,80  | 1 (PSM-Entesa)              |
| Agrupació Independent Popular de Formentera | 0,44  | 1                           |

| Elecciones de las Islas Baleares, 2011 |       |         |
| Partido                                | %     | Escaños |
| Partido Popular                        | 46,37 | 35      |
| Partido Socialista Obrero Español      | 21,39 | 14      |
| PSM - Iniciativa Verds - Entesa        | 8,61  | 4       |
| PSOE-Pacte per Eivissa                 | 3,02  | 4       |
| Partit Socialista de Menorca           | 0.89  | 1       |
| Gente por Formentera + PSOE            | 0,45  | 1       |

| Elecciones de las Islas Baleares, 2015 |      |         |
| Partido                                | %    | Escaños |
| Partido Popular                        | 28,5 | 20      |
| Partido Socialista Obrero Español      | 18,9 | 14      |
| Podemos                                | 12,1 | 10      |
| MES                                    | 15   | 9       |
| El Pi                                  | 7,9  | 3       |
| Ciudadanos                             | 5,9  | 2       |
| Gente por Formentera                   | O,4  | 1       |

| Elecciones de las Islas Baleares, 2019 |      |         |
| Partido                                | %    | Escaños |
| Partido Socialista Obrero Español      | 28,1 | 19      |
| Partido Popular                        | 22,4 | 16      |
| Unidas Podemos                         | 9,8  | 6       |
| Ciudadanos-Partido de la Ciudadanía    | 10   | 5       |
| MES                                    | 9,3  | 4       |
| VOX                                    | 8,2  | 3       |
| El Pi                                  | 7,4  | 3       |
| Més per Menorca                        | 1,4  | 2       |